# Утакмице фудбалске репрезентације Мађарске 1925.
| Домаћин · 1925 | Гост · 1925 |

Фудбалска репрезентација Мађарске је током 1925. године одиграла десет утакмица. Од десет утакмица извојевала је 3 победе, имала 2 ремија и доживела 5 пораза. Рекорд пет домаћих утакмица је био 1 победа (Швајцарска), 2 ремија (Аустрија, Италија) и 2 пораза (Белгија, Шпанија). Рекорд пет гостовања је био 2 победе (Италија, Пољска) и 3 пораза (Аустрија, Шведска, Чехословачка). Свих десет утакмица су биле пријатељског карактера.
Савезни капетан националног тима је био:
- Лајош Мариаши

## Утакмице
| Италија      | 1 : 2 (1 : 1) | Мађарска             |
| ------------ | ------------- | -------------------- |
| Л. Конти 17’ | Извештај      | Шпиц 27’ · Такач 76’ |

| Мађарска                                        | 5 : 0 (2 : 0) | Швајцарска |
| ----------------------------------------------- | ------------- | ---------- |
| Такач 14’ · Молнар 43’ 79’ (пен) · Јени 84’ 87’ | Извештај      |            |

| Аустрија                    | 3 : 1 (2 : 1) | Мађарска                 |
| --------------------------- | ------------- | ------------------------ |
| Хауслер 35’ · Хафтл 39’ 87’ | Извештај      | Такач 24’ · Фогл III 84’ |

| Мађарска | 1 : 3 (0 : 1) | Белгија                           |
| -------- | ------------- | --------------------------------- |
| Јени 87’ | Извештај      | Хует 10’ · Адамс 65’ · Ј. Тис 81’ |

| Шведска                                                  | 6 : 2 (3 : 1) | Мађарска      |
| -------------------------------------------------------- | ------------- | ------------- |
| Ф. Јохансон 3’ 19’ 26’ 49’ · С. Ридел 62’ · Кауфелдт 79’ | Извештај      | Такач 51’ 61’ |

| Пољска | 0 : 2 (0 : 0) | Мађарска                          |
| ------ | ------------- | --------------------------------- |
|        | Извештај      | Јожеф Винклер 59’ · Холцбауер 78’ |

| Мађарска   | 1 : 1 (1 : 0) | Аустрија            |
| ---------- | ------------- | ------------------- |
| Прибој 36’ | Извештај      | Лајош Буза 49’ (аг) |

| Мађарска | 0 : 1 (0 : 0) | Шпанија        |
| -------- | ------------- | -------------- |
|          | Извештај      | Г. Кармело 52’ |

| [[Фудбалска репрезентација Чехословачке {{{altlink2}}}\|Чехословачка]] | 2 : 0 (0 : 0) | Мађарска |
| ---------------------------------------------------------------------- | ------------- | -------- |
| Пернер 49’ · Дворачек 77’                                              | Извештај      |          |

| Мађарска         | 1 : 1 (0 : 1) | Италија       |
| ---------------- | ------------- | ------------- |
| Молнар 75’, пен’ | Извештај      | Дела Вале 20’ |

Састав репрезентације Мађарске на 104. утакмици
Карољ Жак, Карољ Фогл II, Јожеф Фогл III, Карољ Фурман, Габор Компоти Клебер, Золтан Блум, Јанош Ремаи III  28’ (Јожеф Кауцки  28’), Јожеф Такач II, Ђерђ Орт, Илеш Шпиц, Вилмош Кохут
- Селектор: Лајош Мариаши[2]

Састав репрезентације Мађарске на 105. утакмици
Лајош Фишер, Карољ Фогл II, Јожеф Фогл III, Лајош Вебер, Габор Компоти Клебер, Хенрик Надлер, Јанош Ремаи III, Јожеф Такач II, Ђерђ Орт, Ђерђ Молнар, Рудолф Јени
- Селектор: Лајош Мариаши[3]

Састав репрезентације Мађарске на 106. утакмици
Лајош Фишер, Карољ Фогл II, Јожеф Фогл III, Карољ Фурман, Лајош Вебер, Золтан Блум, Јожеф Круцлер, Јожеф Такач II, Ђерђ Орт, Вилмош Кохут, Рудолф Јени
- Селектор: Лајош Мариаши[4]

Састав репрезентације Мађарске на 107. утакмици
Лајош Фишер, Карољ Фогл II, Јожеф Фогл III, Лајош Вебер, Јожеф Шандор, Хенрик Надлер, Изидор Реже, Јожеф Такач II, Ђерђ Орт  46’ (Золтан Опата  46’), Јожеф Јесмаш, Рудолф Јени
- Селектор: Лајош Мариаши[5]

Састав репрезентације Мађарске на 108. утакмици
Јанош Бири, Карољ Фогл II, Јожеф Фогл III, Ласло Пешовник, Хенрик Надлер, Јанош Ремаи III, Јожеф Такач II, Ђерђ Орт, Јожеф Винклер I, Рудолф Јени
- Селектор: Лајош Мариаши[6]

Састав репрезентације Мађарске на 109. утакмици
Ференц Вајнхардт, Карољ Фогл II, Јожеф Фогл III, Ласло Пешовник, Ђерђ Орт, Габор Компоти Клебер, Јанош Ремаи, Јожеф Такач II, Јожеф Холцбауер, Јожеф Винклер I, Рудолф Јени 
- Селектор: Лајош Мариаши[7]

Састав репрезентације Мађарске на 110. утакмици
Карољ Жак, Геза Такач I, Јанош Хунглер, Ласло Пешовник  32’ (Ерне Вамош  32’), Лајош Буза, Габор Компоти Клебер, Херман Лејтнер, Ђерђ Молнар, Иштван Прибој, Јожеф Холцбауер, Рудолф Јени
- Селектор: Лајош Мариаши[8]

Састав репрезентације Мађарске на 111. утакмици
Карољ Жак, Карољ Фогл II, Јанош Хунглер  38’ (Имре Шенкеи  38’), Бела Ребро  25’ (Ђула Злоћ  25’), Габор Компоти Клебер, Карољ Фурман, Ђула Шенкеи, Ђерђ Молнар, Иштван Прибој, Золтан Опата  38’ (Јожеф Такач II  38’), Вилмош Кохут
- Селектор: Лајош Мариаши[9]

Састав репрезентације Мађарске на 112. утакмици
Лајош Фишер, Ђула Дудаш, Имре Шанкеи I, Карољ Фурман, Габор Компоти Клебер, Вилмош Њул, Ђула Шенкеи II, Ђерђ Молнар, Јожеф Кауцки, Геза Сич, Вилмош Кохут
- Селектор: Лајош Мариаши[10]

Састав репрезентације Мађарске на 113. утакмици
Карољ Жак  51’ (Лајош Фишер  51’), Ђула Дудаш, Имре Шенкеи I, Карољ Фурман, Габор Компоти Клебер, Иштван Рајнер, Изидор Ражо, Ђерђ Молнар, Михаљ Патаки, Золтан Опата, Рудолф Јени
- Селектор: Лајош Мариаши[11]

## Играчи репрезентације
| - Илеш Шпиц - Јожеф Такач - Рудолф Јени - Карољ Жак - Карољ Фогл - Карољ Фурман - Ђерђ Орт - Јанош Хунглер - Михаљ Патаки |

## Белешка
1. ↑  Деби Јожефа Холцбауера и први гол за репрезентацију Мађарске